# 索倫森冰原島峰
71°41′S 7°57′E / 71.683°S 7.950°E
索倫森冰原島峰（英語：Sørensen Nunataks）是南極洲的冰原島峰，位於毛德皇后地的阿斯特里德公主海岸，由約15座冰原島峰組成，屬於德里加爾斯基山脈的一部分，由德國探險隊發現和拍攝空中照片，現時由南極條約體系管理。